# 쇼난에노시마역

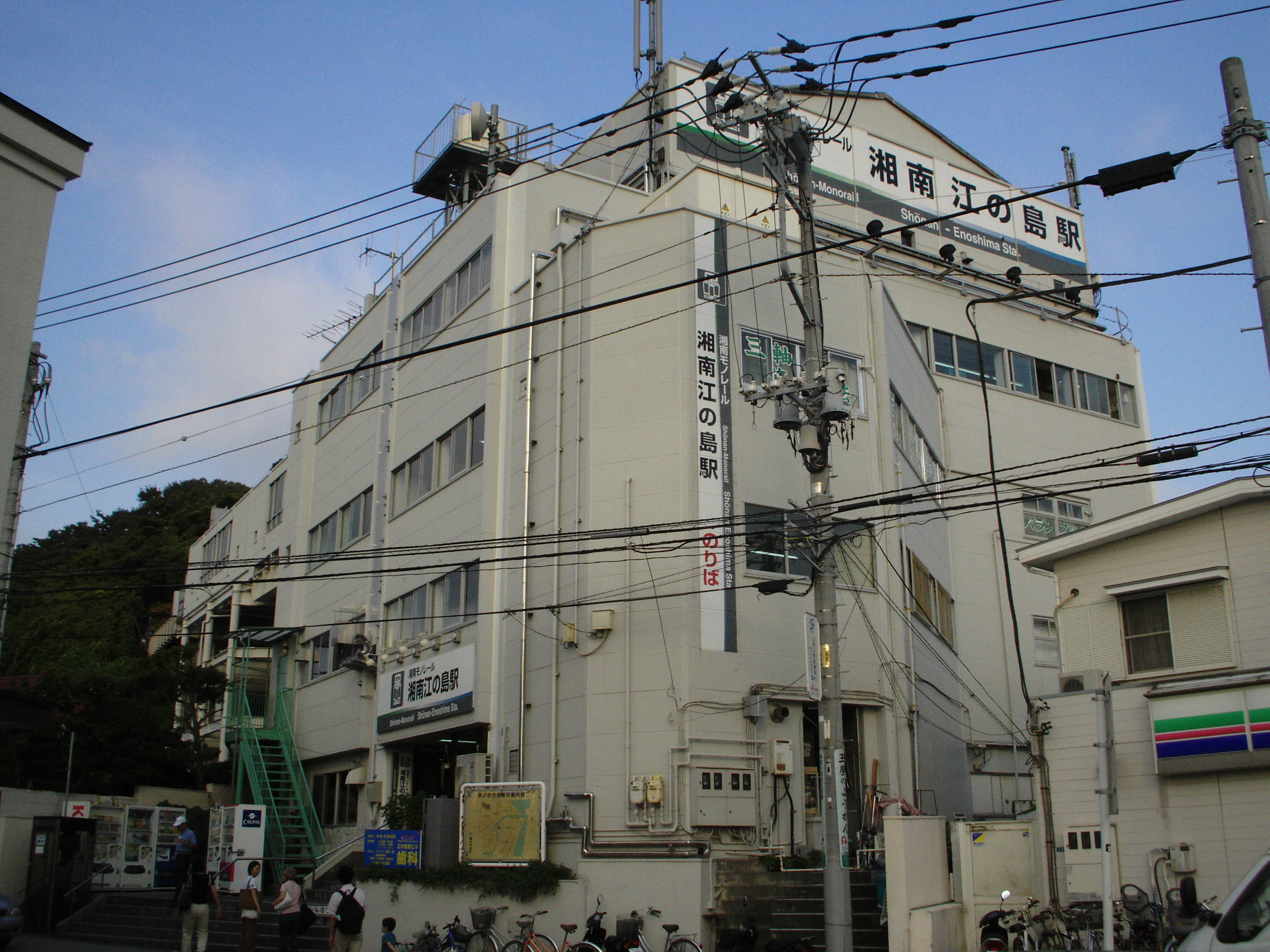
구 역사 (2007년 9월 22일 촬영)

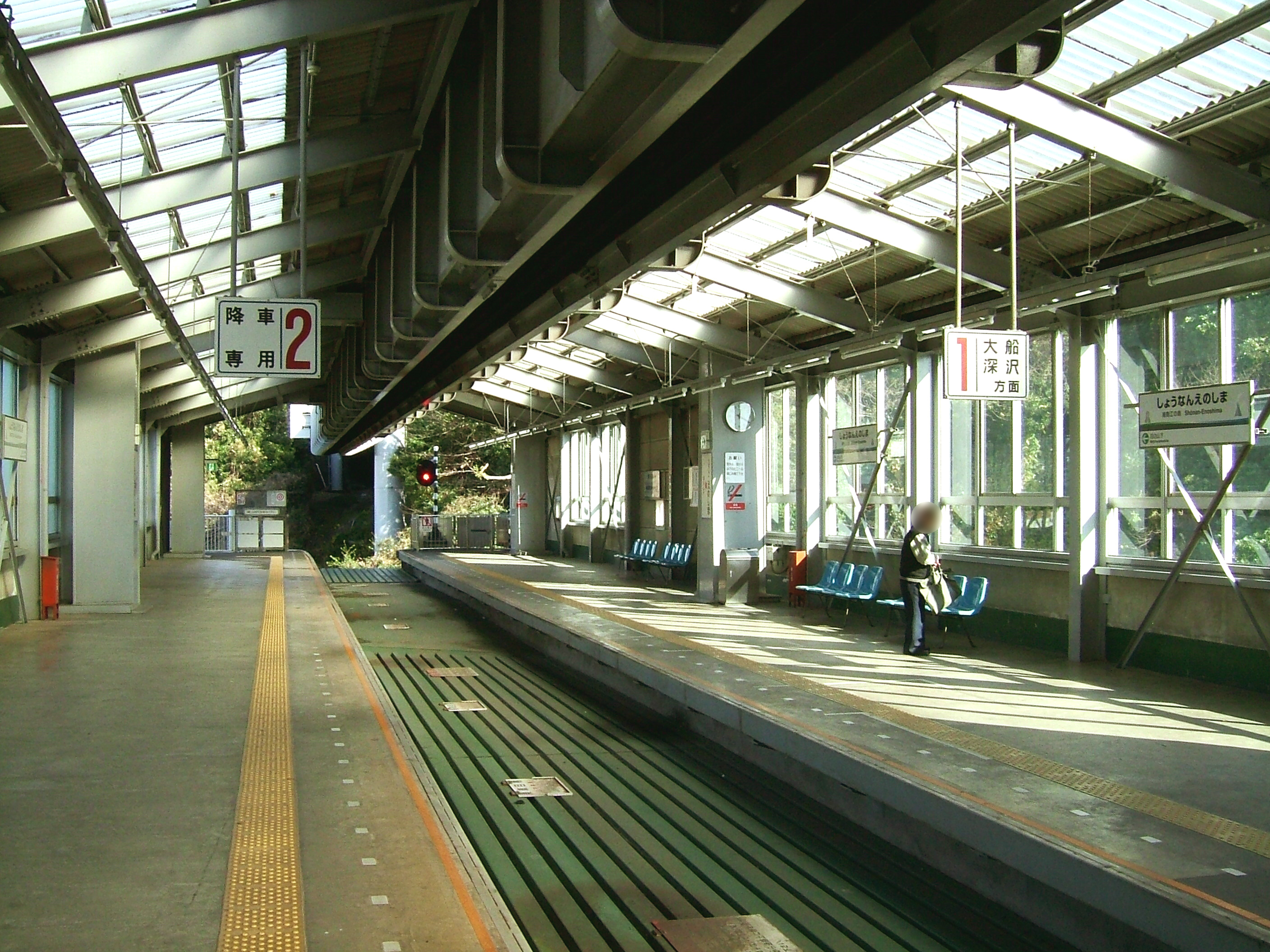
구 역사의 승강장 (2008년 12월 12일 촬영)

쇼난에노시마역(일본어: 湘南江の島駅, しょうなんえのしまえき 쇼우난에노시마에키[*])은 일본 가나가와현 후지사와시 가타세 3초메에 있는 쇼난 모노레일 에노시마 선의 역이다. 역 번호는 SMR8이다.
주말을 제외하면 관광객은 적고, 이용자의 상당수를 현지 주민과 통학객이 차지한다.

## 역사
당초 계획은 해안선의 근처에 역을 건설할 예정이었으나 에노시마 전철과 토지 소유주의 반대로 인하여 약간 내륙 쪽에 만들어지게 되었다. 이 역과 에노시마 해안을 잇는 슈하나도리에는 쇼난 모노레일 소유 주차장이 존재하는데, 이는 선로 용지로 그곳을 선행 취득했었던 흔적이다.

### 연혁
- 1971년 7월 1일: 개업.
- 1992년 9월: 자동 개찰기가 설치됨.
- 2012년 3월 31일: 자동 개찰기가 갱신됨.
- 2018년
  - 4월 1일: PASMO 이용이 가능해짐. 또한, 역 건물 리뉴얼 진행에 따라 엘리베이터가 도입됨.
  - 12월 1일: 새 역 건물이 준공되어 정식으로 운용이 개시됨.[1]

## 역 구조
초대 역사에 내진 보강 및 증개축 등을 실시하여 2018년 12월에 준공한 지상 5층 규모의 역 건물을 사용 중이다.
2005년에 채택된 제1차 사인 시스템을 계승하여 제2차 사인 시스템이 역 건물 내에 전면적으로 채택되어 있다. 에노시마 출입구(정문), 후지사와 출입구, 가마쿠라 출입구의 총 3개의 출입구가 설치되어 있으며, 1 ~ 4층은 세입자가 입주할 수 있는 구조이고, 5층은 승차권 발매기, 개찰구(자동 개찰구와 유인 개찰구가 있다), IC 카드 충전기와 승강장이 있다. 유인역이지만 역무원 연락용 인터폰이 설치되어 있으며, 오후나 역 역무원과 통화할 수도 있다.
또한 여객 서비스 시설로 5층에 “루프 테라스”(ルーフテラス)라는 전망대가 있으며, 다기능 화장실을 포함한 화장실, 에스컬레이터, 엘리베이터가 각 층에 설치되어 있다. 승강장은 두단식 2면 1선 형태로, 승차 전용 승강장과 하차 전용 승강장으로 나뉜다.
증개축 전의 구 역사에서는 2층에서 4층까지 에스컬레이터로 연결되어 있었지만 1층에서 2층까지와 4층에서 5층까지는 계단만 있고 엘리베이터가 설치되지 않았었다. 또한 현재와 달리 두 승강장 사이를 평면으로 오갈 수 없었다.
에노시마 전철선 에노시마 역은 국도 제467호선을 사이에 두고 바다 쪽에 인접한다. 그러나, 오다큐 에노시마 선 가타세에노시마 역과는 거리가 있고, 도보로 15분 정도 걸린다.

### 타는 곳
| 번선 | 노선         | 행선                       | 비고 |
| ---- | ------------ | -------------------------- | ---- |
| 1    | ■에노시마 선 | 쇼난후카사와 • 오후나 방면 |      |
| 2    | ■에노시마 선 | 하차 승강장                |      |

## 이용 상황
최근의 1일 평균 승차 인원 추이는 아래와 같다.
| 연도   | 1일 평균 승차 인원 |
| ------ | ------------------ |
| 1998년 | 1,688              |
| 1999년 | 1,667              |
| 2000년 | 1,631              |
| 2001년 | 1,682              |
| 2002년 | 1,678              |
| 2003년 | 1,705              |
| 2004년 | 1,835              |
| 2005년 | 1,850              |
| 2006년 | 1,818              |
| 2007년 | 1,895              |
| 2008년 | 1,865              |

## 역 주변
- 에노시마 전철선 에노시마 역
- 오다큐 에노시마 선 가타세에노시마 역 - 도보 15분
- 에노섬(가나가와 현 지정 사적 명승)
- 신에노시마 수족관
- 가타히가시하마 해수욕장
- 가타니시하마・구게누마 해수욕장
- 류코지
- 혼렌지
- 조류지
- 가타세야마 공원
- 에노시마 길(국도 제467호선의 옛 길)
- 가타세 우체국
- 가타세 시민 센터
- 쇼난 시라유리가쿠엔 초등학교
- 가타세 어항
- 고시고에 어항

## 인접역
| 쇼난 모노레일 ■ 에노시마 선      | 쇼난 모노레일 ■ 에노시마 선 | 쇼난 모노레일 ■ 에노시마 선 |
| -------------------------------- | --------------------------- | --------------------------- |
| 메지로야마시타(SMR7) 오후나 방면 |                             | 시·종착역                   |